# غيريتسريد
غرتزريد (بالألمانية: Geretsried) هي بلدة ألمانية تقع في ألمانيا في منطقة باد تولتس فولفراتسهاوزن. يقدر عدد سكانها بـ 23,337 نسمة .

## المدن التوأمة
مدن آمبرغ و شاماليير ‏ هي مدن توأمة لـغرتزريد.